# Donal Cam O'Sullivan Beare

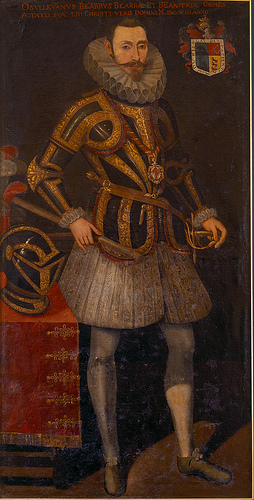
Donal O'Sullivan Beare, I Conde de Berehaven.

Donal Cam O'Sullivan Beare, Príncipe de Beare, I Conde de Berehaven (en irlandés: Domhnall Cam Ó Súileabháin Bhéara) (1561-1618), fue el último gobernante independiente de O'Sullivan Beara, y por ello el último O'Sullivan Beare, un título principesco gaélico, en la península de Beara en el suroeste de Irlanda a comienzos del siglo XVII, cuando la Corona inglesa procedió a asegurar su dominio sobre la isla.

## Primeros años
El padre de Donal fue asesinado en 1563, pero Donal era demasiado joven y el liderazgo de clan pasó al hermano superviviente del jefe, Eoin, que fue confirmado por las autoridades inglesas en Dublín con el título de Lord de Beare y Bantry. Para consolidar su posición, Eoin aceptó la autoridad de la reina Isabel I de Inglaterra y fue nombrado caballero, convirtiéndose en Sir Eoin. En 1587, Donal presentó una reclamación al liderazgo del clan, reclamando en el Castillo de Dublín para anular el nombramiento de Sir Eoin amparándose en que las leyes inglesas se basaban en la primogenitura masculina. Estas leyes no consideraban la edad como relevante a efectos de herencia. Ansiosa por extender la autoridad legal inglesa por Irlanda, la comisión de Dublín aceptó la reclamación de Donal, que se convertía en  El O'Sullivan Beare, cabeza del clan.

## Guerra de los Nueve Años
En 1600 Munster había sido devastado por las rebeliones de Desmond, y los clanes gaélicos habían sido desposeídos de aproximadamente medio millón de acres (4,000 km²) de tierra que habían sido entregados a los colonos ingleses.
Hasta el comienzo de la guerra de los nueve Años, O'Sullivan se mantuvo alejado de la causa rebelde, pero acabó uniéndose la confederación de jefes gaélicos encabezada por Hugh O'Neill, conde de Tyrone, An Ó Néill, y Red Hugh O'Donnell, An Ó Domhnaill, de Úlster. El conflicto había estallado en la primavera de 1593, y Lord Tyrone se aseguró el apoyo de Felipe II de España. Los españoles enviaron una fuerza bajo las órdenes de Don Juan del Águila en 1601. O'Sullivan escribió al rey español en sumisión a su autoridad, pero la carta fue interceptada por los ingleses. A comienzo de 1602 las fuerzas irlandesas y españolas aliadas se enfrentaron a los ingleses en la batalla de Kinsale y fueron derrotados el 3 de enero.
O'Sullivan resolvió continuar la lucha tomando el castillo de Dunboy en Castletownbere. El 5 de junio de 1602 fuerzas inglesas atacaron y el castillo cayó después de un duro asedio el 18 de junio. La compañía entera de defensores pereció en la lucha o fue ejecutada.

## La marcha de O'Sullivan
Donal estaba ausente del asedio de Dunboy, habiendo viajado a Úlster para conferenciar con Hugh O'Neill. Su carta a Felipe le daba pocas esperanzas de obtener el perdón inglés, y continuó utilizando tácticas de guerrilla.
Ocultó a 300 de las mujeres, niños y ancianos de su comunidad en un baluarte en Dursey Island, pero la posición fue atacada, y los defensores ahorcados en junio de 1602. En lo que más tarde se denominó la masacre de Dursey, Philip O'Sullivan Beare (c.1590-1660, sobrino de Donal) escribió que las mujeres y niños de la fortaleza de Dursey fueron masacrados por los ingleses, que les ataban espalda con espalda, les lanzaban por los acantilados, y les disparaban con mosquetes.
Tras la caída de Dursey y Dunboy, O'Sullivan Beare, Lord de Beara y Bantry, reunió a lo que quedaba de sus seguidores y partió al norte en una marcha de 500 kilómetros con 1,000 personas, partiendo el 31 de diciembre de 1602. Esperaba encontrar a Lord Tyrone en las orillas de Lough Neagh.
Mantuvo una larga lucha en su retirada por Irlanda, a través de Munster, Connacht y Úlster, durante la que fue acosado por una fuerza inglesa mucho mayor y sus aliados irlandeses. La marcha estuvo marcada por el sufrimiento de la huida y el hambre. Afrontaron igualmente la desesperación de los habitantes por cuyas tierras cruzaban, como los Mac Egans en Redwood Castle en Tipperary y en Donohill en el país de O'Dwyer, donde asaltaron los almacenes del conde de Ormond. O'Sullivan marchó a través de Aughrim, donde saqueó pueblos y se enfrentó a la resistencia de los locales. Se le negó la entrada a Glinsk Castle y dirigió a sus refugiados más al norte. A su llegada al castillo de O'Rourke en Breifne el 4 de enero de 1603, después de una quincena de duras marchas y lucha, sólo quedaban 35 del grupo inicial. Muchos habían muerto en batalla o de frío y hambre, y otros se habían refugiado o desertado por el camino. O'Sullivan Beare había marchado 500 kilómetros, cruzado el Río Shannon en la oscuridad de una noche de invierno (habiendo pasado dos días fabricando un barco de pieles y ramas de avellano que permitiera cruzar 28 hombres a través del medio kilómetro de río), peleado batallas y constantes escaramuzas, y perdiendo a casi todos los suyos en el viaje.
En el Condado Leitrim, O'Sullivan Beare buscó unirse a otros jefes del norte para luchar con los ingleses, y organizó una fuerza con este fin, pero la resistencia concluyó cuando Lord Tyrone firmó el Tratado de Mellifont. O'Sullivan, como otros miembros de la nobleza gaélica de Irlanda que huyeron, escapó a España en barco.
La ruta de largo recorrido Beara-Breifne sigue estrechamente la ruta histórica de la marcha.

## Exilio
Cuando abandonó Irlanda, Cornelius O'Driscoll y otros caballeros irlandeses le ayudaron a él y a su clan. En España, O'Sullivan Beare fue recibido por Felipe III. Su estatus principesco fue reconfirmado, y recibió una comisión como general imperial. Su sobrino, Philip O'Sullivan Beare, fue importante en este tema y su disquisición de 1618 en latín, A Briefe Relation of Ireland and the diversity of Irish in the same, fue influyente.

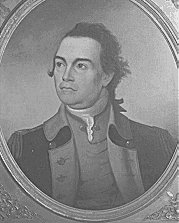
General John Sullivan de Nuevo Hampshire

En 1618, El O'Sullivan Beare, Príncipe de Beare y Conde de Berehaven, fue asesinado al salir de misa en la Plaza de Santo Domingo en Madrid. El asesino fue John Bathe, un inglés de Dublín que había sido desfigurado en un duelo por el sobrino del príncipe, por una discusión entre Bathe y O'Sullivan; se dijo también el hombre era un espía de la Corona inglesa.
El O'Sullivan Beare disfrutó de una gran reputación, que le ayudó a abrir las puertas a soldados posteriores de su familia. Aproximadamente 165 años después, John Sullivan, considerado como descendiente de O'Sullivan Beare, sirvió como general en la Revolución americana.

## En cultura popular
- El Último Príncipe de Irlanda por Morgan Llywelyn
- Marcha a Oblivion por Michael J. Carroll
- La odisea de O'Sullivan por Rick Spier